# Lepidopilum angustifrons
Lepidopilum angustifrons är en bladmossart som beskrevs av Georg Ernst Ludwig Hampe 1863. Lepidopilum angustifrons ingår i släktet Lepidopilum och familjen Daltoniaceae. Inga underarter finns listade i Catalogue of Life.